# Dubovskoe
Dubovskoe (in russo Дубовское?) è un villaggio della Russia europea meridionale nell'oblast' di Rostov; è il centro amministrativo del distretto Dubovskij.
Si trova nella parte orientale della regione di Rostov sulla riva destra del fiume Sal, 300 km a est di Rostov sul Don.